# Lomekwi 3
Lomekwi 3 est un site archéologique de la région du lac Turkana au Nord du Kenya. Il a livré des objets de pierre taillée datant de 3,3 millions d'années, soit les plus anciens outils préhistoriques connus en 2015. Cette découverte remet en question l'idée communément admise jusqu'alors selon laquelle l'apparition des outils de pierre serait liée à l'émergence du genre Homo ainsi qu'à des changements climatiques. 
Le nom de Lomekwien a été proposé pour désigner cette industrie lithique antérieure de près de 700 000 ans à l'Oldowayen et d'environ un demi-million d'années au plus ancien fossile — un demi-corps mandibulaire codé LD 350-1 (2,75 à 2,8 millions d'années dans le passé) — dont l'anatomie partage des caractères avec l'Australopithèque et le genre Homo, documentés peu auparavant,,.

## Découvertes
Découvert en 2011, Lomekwi 3 a été fouillé en 2012. Il se situe à proximité du lieu de découverte du paratype de Kenyanthropus platyops (KNM-WT 38350). Il a livré 149 objets de pierre taillée ainsi que des ossements fossiles (éléphant, hippopotame, crocodile, alcélaphiné, félidé). Les principales roches utilisées sont le basalte et la phonolite, disponibles localement. Des blocs de grandes dimensions semblent avoir été sélectionnés. Les débitages d'éclats sont généralement unipolaires et unifaciaux. Les méthodes de taille utilisées impliquent la percussion sur enclume et sur percuteur dormant,.
La datation repose sur des corrélations stratigraphiques avec la formation de Nachukui contenant des tufs volcaniques ayant fait l'objet de datations absolues, des données magnétostratigraphiques ainsi que des estimations des taux de sédimentation. Lors de son occupation, l'environnement du site était boisé d'arbustes et de buissons,.